# Epilobium josefi-holubii
Epilobium josefi-holubii är en dunörtsväxtart som beskrevs av F. Krahulec. Epilobium josefi-holubii ingår i släktet dunörter, och familjen dunörtsväxter. Inga underarter finns listade i Catalogue of Life.